# شیگرو ایشیبا
شیگرو ایشیبا (به ژاپنی: 石破 茂، زاده ۴ فوریه ۱۹۵۷)، سیاستمدار ژاپنی است که از سال ۲۰۲۴ به‌عنوان نخست‌وزیر ژاپن فعالیت می‌کند. او همچنین رهبری حزب لیبرال دموکرات را نیز بر عهده دارد. ایشیبا یکی از اعضای حزب لیبرال دموکرات و رهبر جناح حزب سوئیگتسوکای و یکی از اعضای جناح هیسی کنکیوکای است که تا سال ۲۰۱۱ توسط فوکوشیرو نوکاگا رهبری می‌شد.
ایشیبا از سال ۲۰۰۲ تا ۲۰۰۴ به عنوان مدیرکل آژانس دفاعی ژاپن در زمان نخست‌وزیری جونیچیرو کویزومی خدمت کرد. وی از سال ۲۰۰۷ تا ۲۰۰۸ در زمان یاسو فوکودا وزیر دفاع و از سال ۲۰۰۸ تا ۲۰۰۹ وزیر کشاورزی، جنگل‌داری و شیلات زیر نظر تارو آسو بود. او دولت را در سال ۲۰۰۹ ترک و وارد اپوزیسیون شد.
در سال ۲۰۱۲، برای ریاست حزب لیبرال دموکرات او تلاش کرد تا ساداکازو تانیگاکی، رهبر اپوزیسیون را به چالش بکشد، اما توسط شینزو آبه، نخست‌وزیر سابق، شکست خورد. در نهایت سمت دبیرکلی حزب لیبرال دموکرات را در ۲۷ سپتامبر ۲۰۱۲ پذیرفت. از ۳ سپتامبر ۲۰۱۴ تا ۳ اوت ۲۰۱۵، در کابینه به عنوان وزیر نظارت بر احیای اقتصادی منطقه‌ای و سیاست‌های با هدف معکوس کردن کاهش جمعیت خدمت کرد.
در ۱ اکتبر ۲۰۲۴، قانون‌گذاران حزب حاکم لیبرال دموکرات و شریک کوچک ائتلافی آن، حزب کومیتو پس از پیروزی ایشیبا در رقابت درون حزبی در هفته گذشته، به انتخاب او رای دادند. او از مجموع ۴۶۱ رای در مجلس نمایندگان ژاپن، حمایت ۲۹۱ نماینده را به دست آورد.

## اوایل زندگی

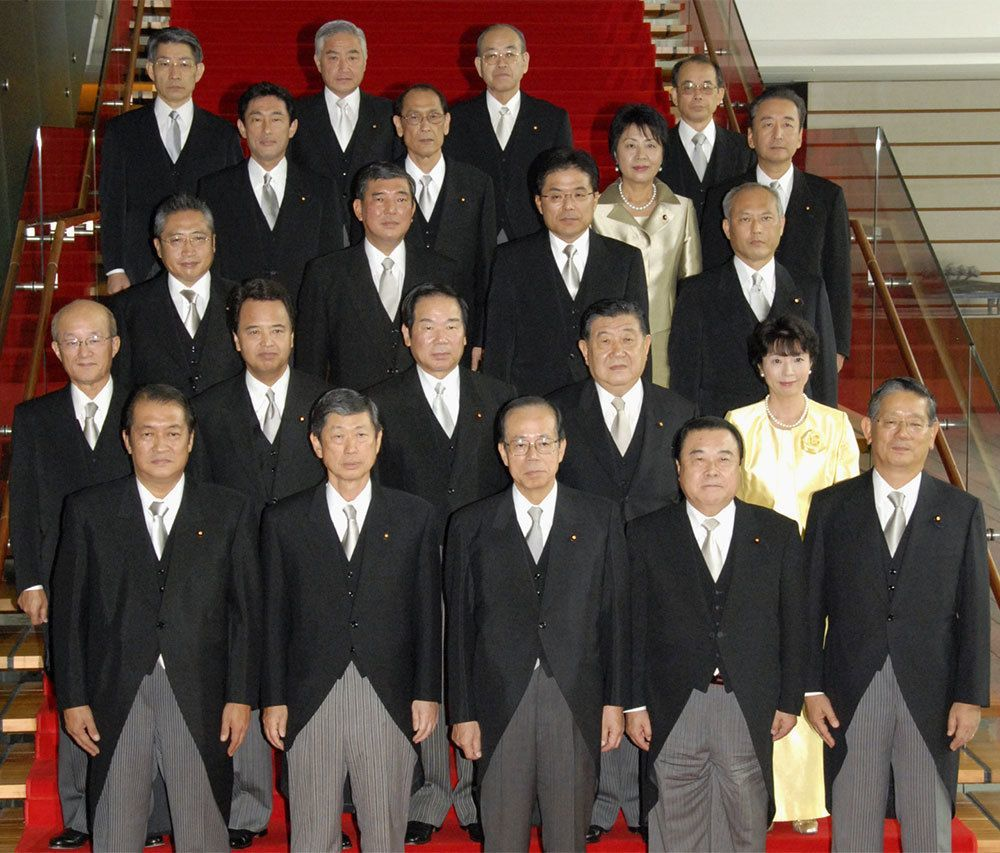
ایشیبا، ردیف سوم، دوم از راست، با سایر اعضای کابینه یاسو فوکودا، ۲۶ سپتامبر ۲۰۰۷

ایشیبا اهل منطقه یازو، توتوری است. پدرش جیرو ایشیبا یک سیاستمدار و مقام دولتی بود که به عنوان وزیر امور داخلی، معاون وزیر ساخت و ساز، فرماندار استان توتوری و عضوی از مجلس شوراها فعالیت می‌کرد؛ مادرش یک معلم بود. پس از اینکه پدرش در سال ۱۹۵۸ فرماندار استان توتوری شد، خانواده از توکیو به توتوری نقل مکان کردند. ایشیبا هیچ خاطره ای از زندگی در توکیو ندارد. پس از فارغ‌التحصیلی از دبیرستان دانشگاه توتوری، در دبیرستان کیو سنیور تحصیل کرد.
ایشیبا در سیاست کشاورزی به عنوان یکی از اعضای جوان رژیم غذایی تخصص داشت، اما جنگ خلیج فارس در سال ۱۹۹۰ و بازدید از کره شمالی در سال ۱۹۹۲ علاقه او را به سیاست دفاعی برانگیخت. او قبل از جدایی از حزب لیبرال دموکرات (ژاپن) در سال ۱۹۹۳، به عنوان معاون پارلمانی وزیر کشاورزی در کابینه میازاوا برای حزب تجدید ژاپن خدمت کرد. هنگامی که حزب تجدید ژاپن با چندین حزب دیگر ادغام شد، ایشیبا بخشی از حزب مرزی جدید شد، اما از مبارزات مداوم بین اوزاوا و جناح‌های غیر اوزاوا در حزب ناامید شد و در سال ۱۹۹۶ آن را ترک کرد. او سال بعد دوباره به حزب لیبرال دموکرات (ژاپن) پیوست.

## نگارخانه

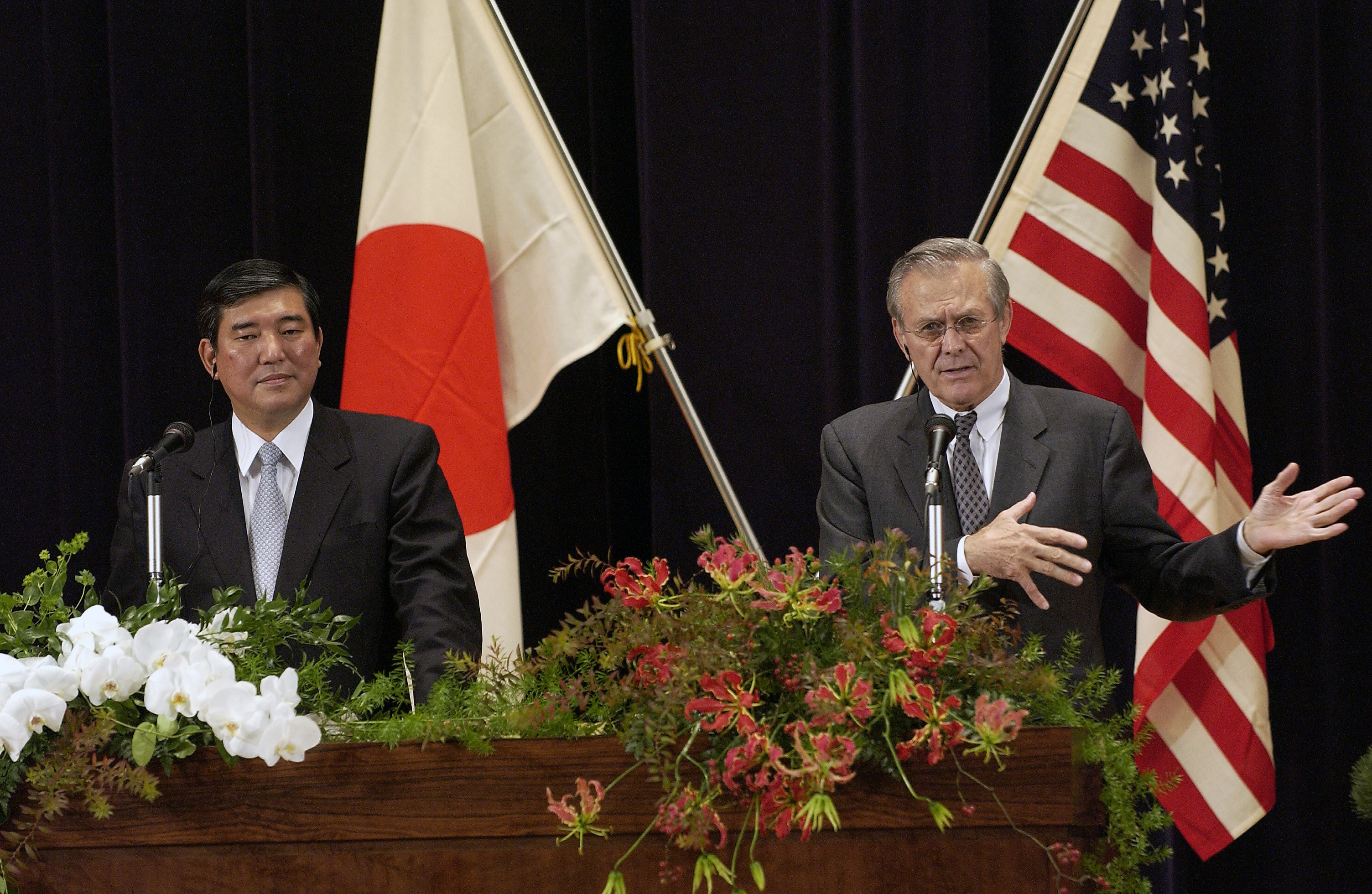
ایشیبا در ایالات متحده با دونالد رامسفلد، ۱۵ نوامبر ۲۰۰۳
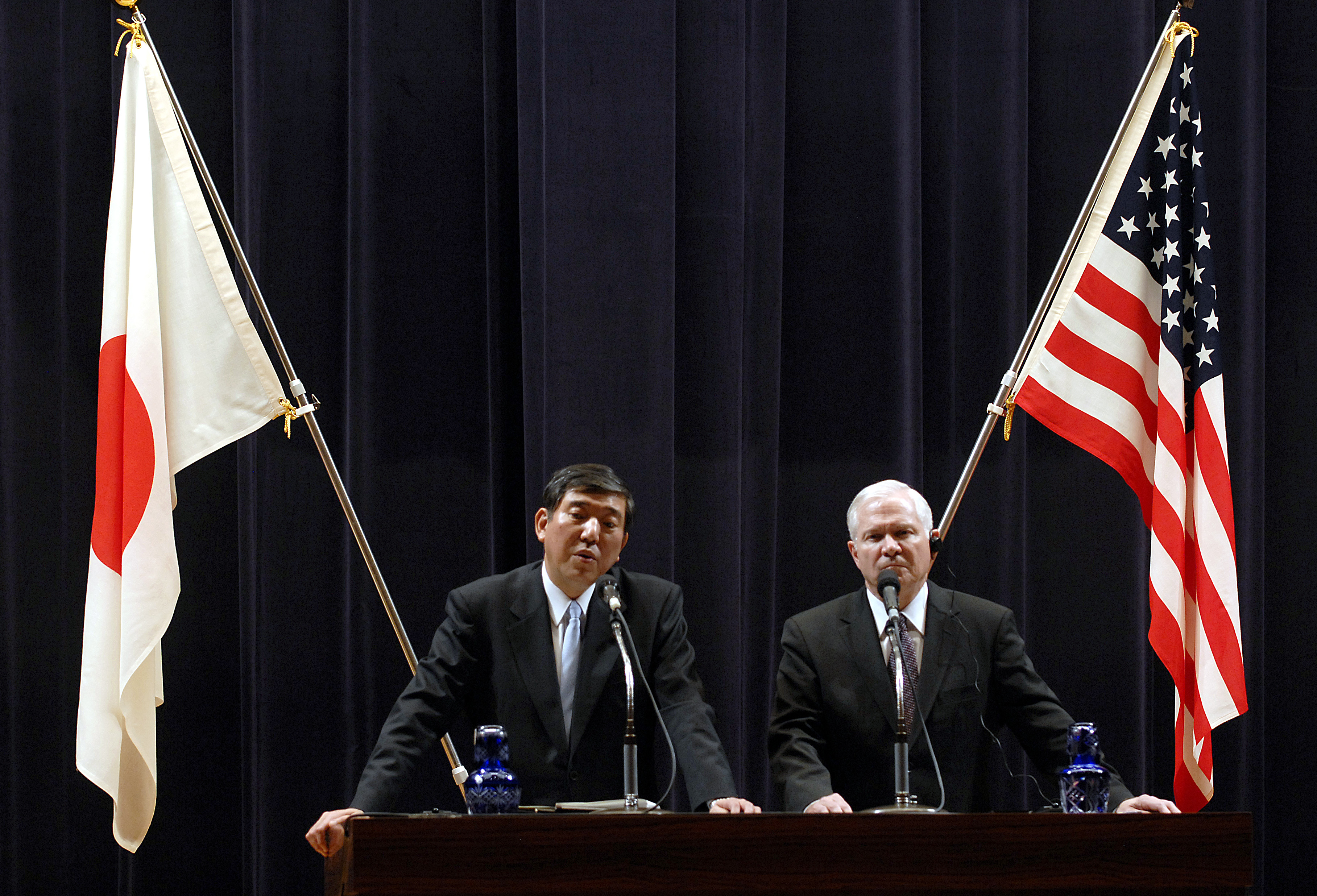
ایشیبا در ایالات متحده با رابرت گیتس، ۸ نوامبر ۲۰۰۷